# Venus (2006)
Venus ist eine britische Filmkomödie des Regisseurs Roger Michell aus dem Jahr 2006. Das Drehbuch für den Film um alte Schauspieler wurde von Hanif Kureishi geschrieben. Peter O’Toole wurde 2007 für seine Darstellung für den Oscar als bester Hauptdarsteller nominiert.

## Handlung
Donald, Ian und Maurice sind ältere Schauspieler, die sich lange kennen und in London leben. Maurice ist ein ehemals berühmter Darsteller, der zwar in seinen Siebzigern noch auftritt, aber den Zenit seiner Karriere lange überschritten hat.
Ians Familie schickt ihm seine Großnichte Jessie. Sie ist ein ungebildeter und zuweilen unhöflicher Teenager.
Die Großnichte verfolgt hier zwei Ziele: Ian pflegen und Model werden. Ian lehnt sie aber wegen ihres Auftretens ab. Maurice nähert sich ihr allerdings an. Jessie und Maurice entwickeln eine Beziehung, basierend auf seinem Interesse an ihr als jungen, hübschen Frau und auf der Tatsache, dass sie niemanden sonst in London hat. Er wird ihr Mentor und sie seine letzte Liebe, bevor der Vorhang sich endgültig schließt.

## Hintergrund
Peter O’Toole hatte einige Jahre früher die Ehrung mit einem Oscar für seine Lebensleistung abgelehnt, da er ihn erspielen wollte. Die Nominierung bot ihm die Möglichkeit, dieses Ziel noch zu erreichen. Während der Dreharbeiten brach er sich bei einem Sturz die Hüfte. Nach dem Einsatz einer Hüftprothese spielte er trotz Schmerzen weiter.

## Rezeption
Für den Guardian war Venus eine typisch britische bittersüße Komödie. Dem amerikanischen Publikum entgehe womöglich die feine Ironie. O’Toole sei ideal besetzt. Slant sieht Venus als einen Film in der Tradition von Harold und Maude oder von Ein Draufgänger in New York, wo eine ältere Lebenskraft mit jemand jüngerem eine Beziehung eingeht. Das Setting sei insofern vorhersehbar, aber angemessen behandelt. Die Funktion des Drehbuchs sei in diesem Film, Maurice bzw. Peter O’Toole mit grandios witzigen Zeilen zu versorgen. Es sei unklar, wann O’Toole sich selbst und wann er Maurice spiele, aber das sei angesichts seiner Leistung egal.

## Auszeichnungen
Peter O’Toole wurde für seine Rolle für den Oscar als bester Hauptdarsteller nominiert, die Auszeichnung ging aber an Forest Whitaker in Der letzte König von Schottland – In den Fängen der Macht. Daneben wurde er auch für den Golden Globe nominiert und den BAFTA Award, den Screen Actors Guild Award, sowie zahlreichen anderen Preisen.